# Rimshot
Rimshot är det australiska punkrockbandet Bodyjars andra studioalbum, utgivet 1996.

## Låtlista
Där inte annat anges är låtarna skrivna av Bodyjar.
1. "Windsok"
2. "Adnam the One Armed Bricklayer" (Phil Rose)
3. "Glossy Books"
4. "Todays Ways"
5. "Don't Tell Me"
6. "Board!"
7. "The One We Forgot"
8. "Your Way of Thinking"
9. "Next to You" (Sting)
10. "Land on Me"
11. "5000 G"
12. "Washed Away"

## Medverkande musiker
- Cameron Baines - sång, gitarr
- Ross Hetherington - trummor, sång
- Ben Pettersson - gitarr, sång
- Grant Relf - bas, sång

### Fotnoter
1. ↑  ”Rimshot”. Discogs.com. http://www.discogs.com/Bodyjar-Rimshot/release/2011467. Läst 30 april 2012.